# Maximalismo

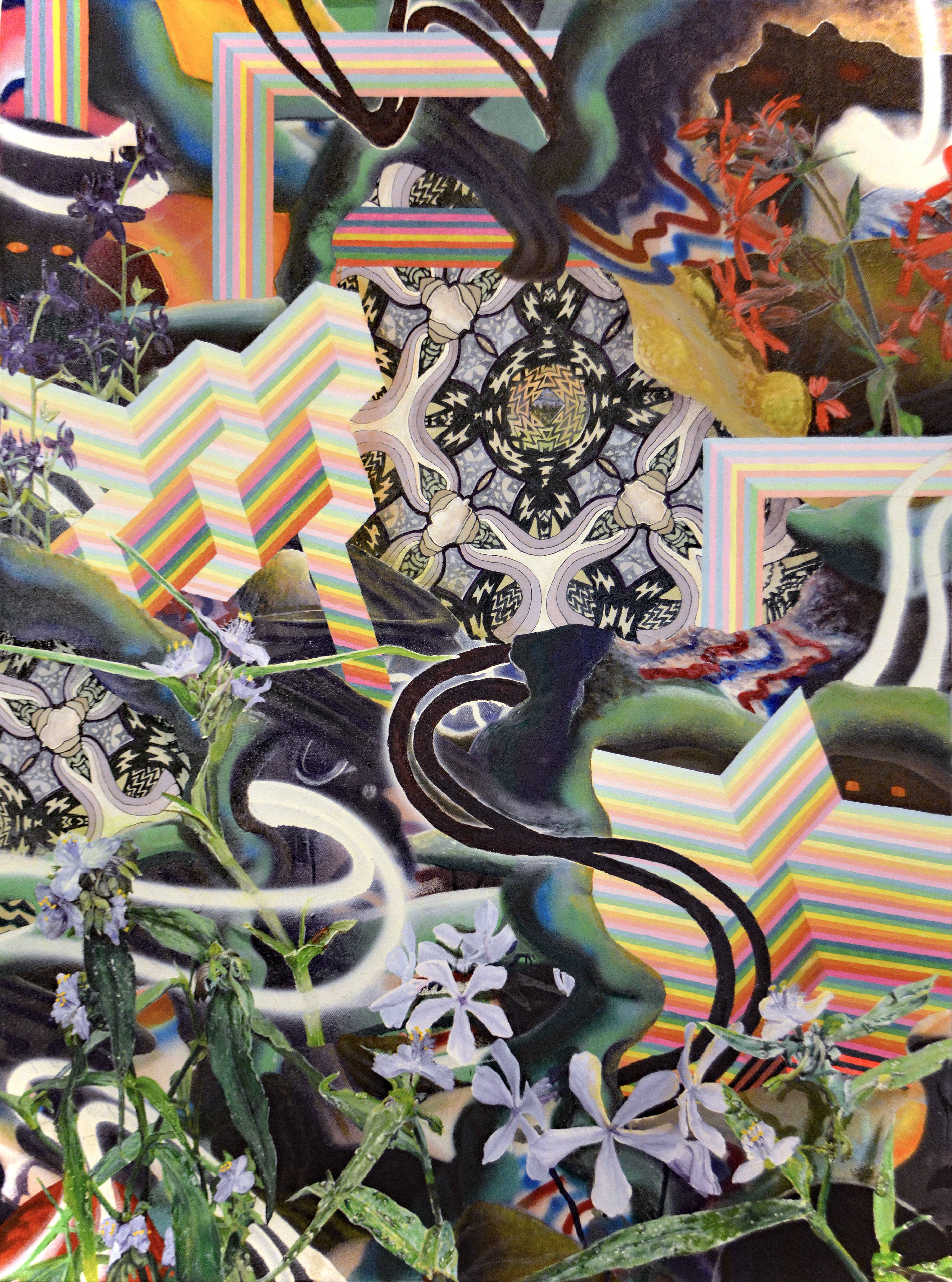
Quadro exageradamente colorido e com diversas formas, representando o maximalismo por conta do "excesso" de conteúdo na imagem

Nas artes, o maximalismo, uma reação contra o minimalismo, é uma estética de excesso. A filosofia pode ser resumida como "mais é mais", contrastando com o lema minimalista "menos é mais". Surgindo pós Segunda Guerra Mundial, o maximalismo é descrito como a ausência de valores e regras, imprecisão pluralidade, mistura do real e do imaginário, espontaneidade e liberdade de expressão.

## Histórico
O maximalismo é uma corrente pós-modernista que, apesar de não ter uma origem definitiva, acredita-se que vem de períodos artísticos como o Barroco e o Rococó (século XVII e XVIII), onde a riqueza dos detalhes e a ornamentação exuberante eram a tendência. O maximalismo foi bastante impulsionado na década de 1960 pelo arquiteto Robert Venturi, que criticava a falta de ornamento na arquitetura modernista. No seu livro de 1966, Complexidade e Contradição em Arquitetura, ele cita "menos é chato".
Na moda, o maximalismo surgiu nos anos 1980, surgiu o movimento Memphis Design que usavam ombreiras exageradas, cores vibrantes e uma abundância de acessórios que representavam poder, otimismo e uma sociedade em expansão econômica.

## Literatura
O termo maximalismo é às vezes associado a romances pós-modernos, como os de David Foster Wallace e Thomas Pynchon, onde digressão, referência e elaboração de detalhes ocupam uma grande fração do texto. Pode referir-se a qualquer coisa vista como excessiva, abertamente complexa e "vistosa", proporcionando um exagero redundante em recursos e acessórios, grosseria em quantidade e qualidade ou tendência a adicionar e acumular em excesso.

## Música
Na música, Richard Taruskin usa o termo "maximalismo" para descrever o modernismo do período de 1890 a 1914, especialmente nas regiões de língua alemã, definindo-o como "uma intensificação radical dos meios em direção a fins aceitos ou tradicionais". Esta visão foi, no entanto, contestada com base no fato de Taruskin usar o termo apenas como um "significante vazio" que é preenchido com "uma gama de características musicais — grande orquestração, complexidade motívica e harmônica, e assim por diante — que ele considera ser típico do modernismo". Taruskin, em todo caso, não deu origem a esse sentido do termo, que havia sido usado em meados da década de 1960 para se referir a compositores russos do mesmo período, dos quais Serguei Prokofiev foi "o último". A música maximalista contemporânea é definida pelo compositor David A. Jaffe como aquela que "abraça a heterogeneidade e permite sistemas complexos de justaposições e colisões, em que todas as influências externas são vistas como matéria-prima potencial". Os exemplos incluem a música de Edgard Varèse, Charles Ives e Frank Zappa. Em um sentido diferente, Milton Babbitt foi descrito como um "maximalista declarado", seu objetivo sendo "fazer música o máximo que puder e não o mínimo que se conseguir". Richard Toop, por outro lado, considera que o maximalismo musical "deve ser entendido, pelo menos em parte, como 'antiminimalismo'". My Beautiful Dark Twisted Fantasy, de Kanye West, também foi descrito como um trabalho maximalista. Charlemagne Palestine descreve sua música drone como maximalista.

## Artes visuais
Maximalismo como termo nas artes plásticas é usado pelo historiador de arte Robert Pincus-Witten para descrever um grupo de artistas, incluindo os cineastas Julian Schnabel e David Salle, associados ao início turbulento do neoexpressionismo no final dos anos 1970. Esses artistas foram em parte "estimulados por puro desespero com uma dieta tão longa de minimalismo redutivista". Esse maximalismo foi prefigurado em meados da década de 1960 por certas pinturas de orientação psicanalítica de Gary Stephan.
Charlotte Rivers descreve como “o maximalismo celebra a riqueza e os excessos do design gráfico”, caracterizado pela decoração, sensualidade, luxo e fantasia, citando exemplos da obra do ilustrador Kam Tang e da artista Julie Verhoeven.
O historiador da arte Gao Minglu conecta o maximalismo na arte visual chinesa à definição literária ao descrever a ênfase na "experiência espiritual do artista no processo de criação como uma autocontemplação fora e para além da própria obra de arte...Estes artistas prestam mais atenção ao processo de criação e à incerteza de significado e instabilidade de uma obra. O significado não se reflete diretamente em uma obra porque acreditam que o que está na mente do artista no momento da criação pode não aparecer necessariamente na sua obra". Os exemplos incluem o trabalho dos artistas Ding Yi e Li Huasheng.
O cinema maximalista inclui diretores como Zack Snyder, Julie Taymor, Tony Scott, Paul W. S. Anderson, Edgar Wright e Park Chan-wook.